# 聖安娜 (新埃斯帕塔州)

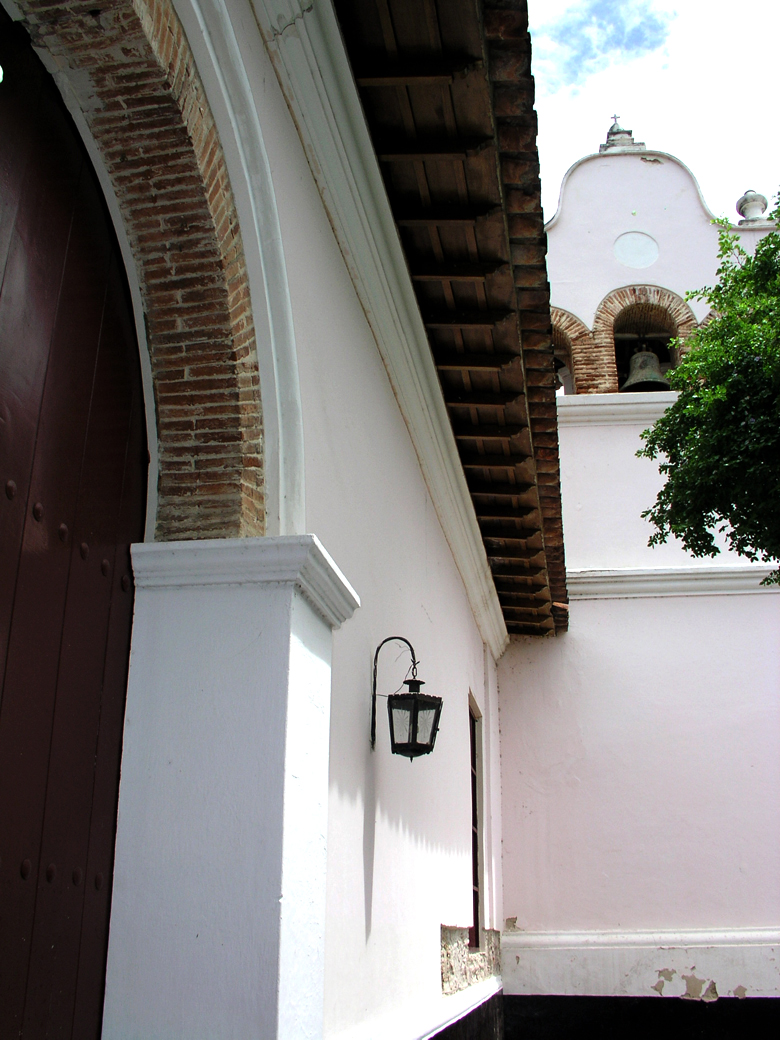

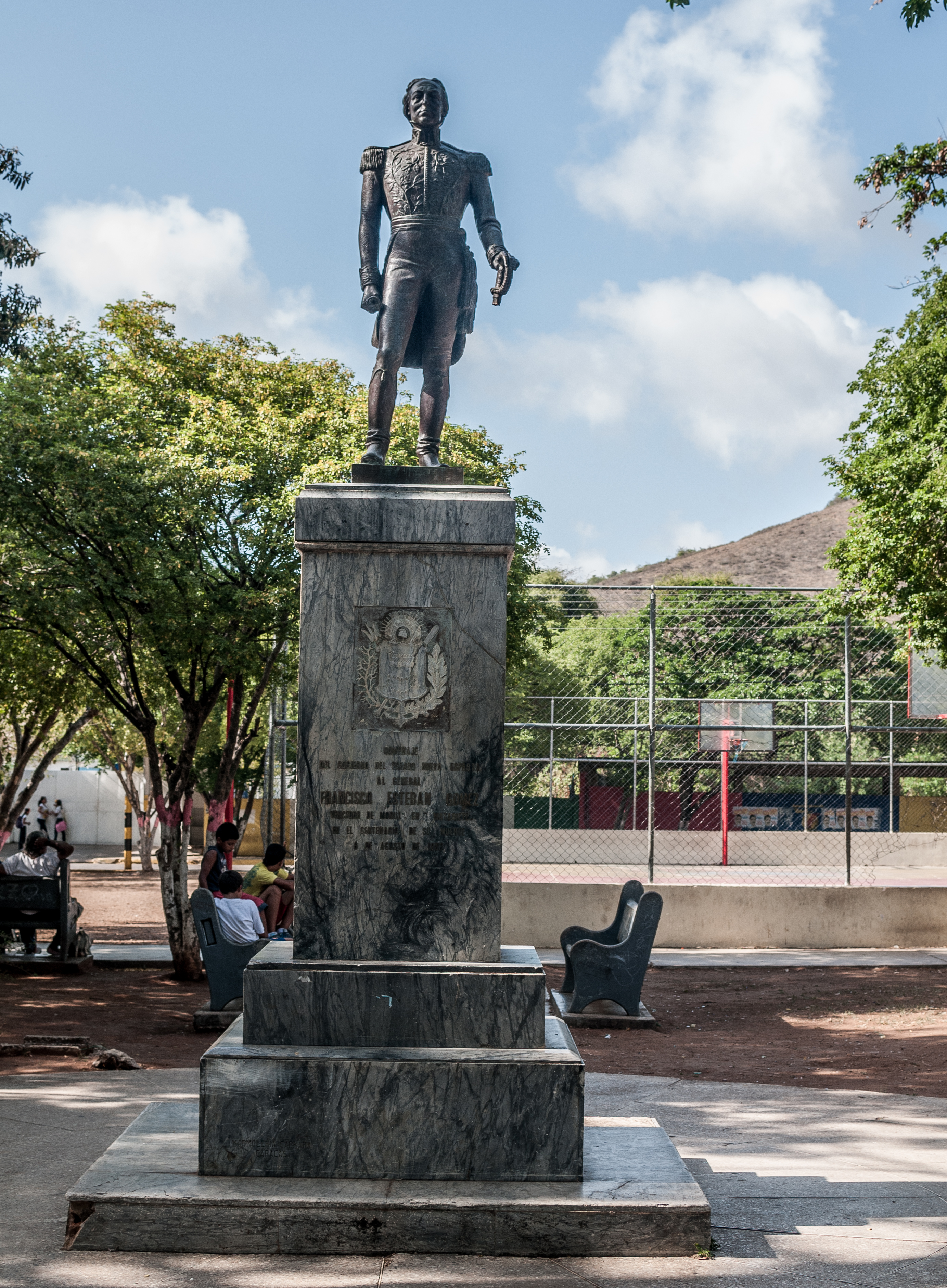

聖安娜（西班牙語：Santa Ana），是委內瑞拉的城鎮，位於該國北部新埃斯帕塔州，是戈梅茲市的首府，毗鄰科培伊峰-霍維托比利亞爾瓦國家公園，始建於1530年左右，人口33,435。